# أكتون آدامز
أكتون آدامز (بالإنجليزية: Acton Adams)‏ هو محامي وسياسي نيوزلندي، ولد في 1843، وتوفي في 24 يناير 1924 في المملكة المتحدة. انتخب عضو مجلس النواب نيوزيلندا.